# Bathyspinula bogorovi
Bathyspinula bogorovi is een tweekleppigensoort uit de familie van de Bathyspinulidae. De wetenschappelijke naam van de soort is voor het eerst geldig gepubliceerd in 1958 door Filatova.